# Antonio Metzner
Antonio Metzner (* 27. Juni 1996 in Ludwigshafen am Rhein) ist ein deutscher Handballspieler, der derzeit beim HC Erlangen in der Bundesliga unter Vertrag steht.

## Karriere

### Verein
Metzner begann das Handballspielen bei der TSG Haßloch. Im Jahre 2012 wechselte der Linkshänder zum TV Großwallstadt, wo er anfangs der TVG-Junioren-Akademie angehörte. Vor der Saison 2014/15 unterschrieb Metzner einen Profivertrag bei der in der 2. Bundesliga spielende Herrenmannschaft vom TV Großwallstadt. Im Dezember 2014 wurde der Rückraumspieler nach einer längeren Verletzungspause erstmals in der Herrenmannschaft eingesetzt. Metzner erzielte in der Saison 2014/15 insgesamt 29 Treffer in 21 Zweitligapartien. Ab dem Sommer 2015 stand er beim VfL Bad Schwartau (seit 2017 VfL Lübeck-Schwartau) unter Vertrag. Seit dem Sommer 2019 läuft er für den HC Erlangen auf.

### Nationalmannschaft
Metzner gehörte dem Kader der deutschen Jugend-Nationalmannschaft an, für die er in 22 Länderspielen 50 Tore warf. Nachdem er im Dezember 2020 von Bundestrainer Alfreð Gíslason in den Kader der deutschen Handballnationalmannschaft für die Weltmeisterschaft 2021 berufen wurde, bestritt er am 10. Januar 2021 im Rahmen der Qualifikation für die Europameisterschaft 2022 sein erstes Länderspiel gegen Österreich, in dem er mit fünf Treffern bester Torschütze der deutschen Mannschaft war. Bei der anschließenden Weltmeisterschaft in Ägypten kam er nur zu zwei Kurzeinsätzen und blieb ohne Tor.